# كريس شورت
كريس شورت (بالإنجليزية: Chris Short)‏ (9 مايو 1970 في ألمانيا - ) هو لاعب كرة قدم بريطاني في مركز الدفاع. لعب مع ستوك سيتي وشيفيلد يونايتد ومانشستر يونايتد ونوتس كاونتي وهدرسفيلد تاون ونادي سكاربورو وهنكلي يونايتد ‏.

## وصلات خارجية
- كريس شورت على موقع قاعدة بيانات كرة القدم.إي يو (الإنجليزية)
- كريس شورت على موقع Soccerbase.com (لاعب) (الإنجليزية)
- كريس شورت على موقع عالم كرة القدم.نت (الإنجليزية)